# シレック・シュラン
シレック・シュラン (Thy'lec Shran) は『スタートレック:エンタープライズ』に登場する架空の異星人。アンドリア人男性で、22世紀中頃に活躍したアンドリア帝国防衛軍の司令官（将軍）。戦艦クマリの艦長。ジェフリー・コムズ が演じ、日本語版の吹き替えは中村秀利が担当した。

## 経歴
-2154年　アンドリア帝国防衛軍、巡洋戦艦I.G.S.クマリ艦長（大佐）。地球連合とアンドリア帝国の同盟に貢献する。
2156年- アンドリア帝国防衛軍、戦艦I.G.S.ウェイターン艦長（将軍）。地球連合とロミュラン帝国との戦争において、同盟国である地球連合を支援してロミュラン軍と戦う。
-2161年　アンドリア帝国防衛軍を退役、一時は死亡とされていた。民間の仕事が上手く行かないために不法な商売に手を出し、命を狙われることになる。そのため、身を隠し死亡したことにしていた。
2162年-　惑星連邦宇宙艦隊、統合参謀本部議員（提督）。宇宙艦隊に移籍したアンドリア帝国防衛軍将兵の代表を務める。
年代不明　惑星連邦評議会、評議員。

## 性格
非常に攻撃的な性質の持ち主で、暴力を用いることも躊躇しない。異星人嫌いでも知られていたが、 地球連合宇宙艦隊のジョナサン・アーチャー大佐との出会いから徐々に考えも変わり親交を深めていく。暴力的な反面、非常に義理堅い一面もあり、他人に借りを作ることをよしとしない性格でもある。
アーチャーとの出会いは、けっして友好的といえなかった。ヴァルカン人の聖地プジェムに立ち寄ったエンタープライズ一行だが、そこにはヴァルカン人と長年敵対関係にあるシュランが指揮するアンドリア人の小隊が乗り込んでいたのだ。彼らは神殿がヴァルカンの監視基地だと言い張り長距離センサー・アレイを差し出せと言うが、ヴァルカン人の修道士はないと主張する。見学に来ていたアーチャーたちは拉致される。結局は、アーチャーたちと銃撃戦になるが、ヴァルカンの監視基地をアーチャーが発見すると、シュランはアーチャーに感謝し「借りができた」と言って立ち去る。聖地プジェムがアンドリア人に破壊されたとの報がアーチャーのもとに入る。ヴァルカン最高司令部はアーチャーをそこに案内したトゥポルにすべての責任があると判断し、エンタープライズ(NX-01)での職を解くことを決定したと伝えられる。アーチャーはトゥポルとの最後の記念にコリダンに同行を命令する。その後、コリダンのテロリストに拉致されるが、シュランの協力でアーチャーたちは救助される。
「恩讐を越えて」では、シュランはトリップに「ここのところ、よく眠れんのだ。プジェムの神殿でお前らと会っちまってからな。…誰かに借りを作るのは我慢ならん。まして人間になど。」と言う。
長くヴァルカンとの紛争に関わったため猜疑心が強くなり、そのような自分に嫌悪感を抱いている。しかし本心では、排他的な任務を遂行する一方で他種族との融和と平和を望んでおり、司令部の高官たちとはしばしば対立する。
ズィンディの惑星破壊兵器による地球攻撃に際しては、ヴァルカンが傍観を決め込むなか、単独で太陽系に駆け付けエンタープライズ(NX-01)を支援し、地球防衛に大きな役割を果たす。エンタープライズ(NX-01)のミッション成功に非常に重要な役割を果たした恩人でもある。。
アーチャーと彼の個人的な友好関係は、のちに地球連合とアンドリア帝国の同盟を実現させることにつながる。
実現しなかったシーズン5の案として、レギュラーキャラクターとしてエンタープライズのクルーになるというものがあった。

## 家族
妻のジャメルは同じアンドリア星出身だが、イーナーという違う種族の出身である。第90話"The Aenar"「氷窟の民」にてジャメルと知り合い恋をする。
イーナーは生理学的にアンドリア人と非常に似通っている。アンドリア人と同じように、頭から2本の触角が生えている。アンドリア人との違いとして触角の先に小さな切れ込みがあり、より大きな違いは皮膚と髪に色素がなく白いということである。イーナーは完全な盲目であり、その代わりに非常に発達したテレパシー能力を持っている。イーナーは他人の心を読むことができ、相手の心の中に自分の意識を伝え見せることも出来る。そのためイーナー同士でのコミュニケーションはテレパシーを使って行われている。 イーナーはアンドリア人と交配可能で、シュランとジャメルの子供タラは緑に近い皮膚の色をしている。 
ほか、兄がひとりいる。

## 出演する回
- 第 7話 "The Andorian Incident"「汚された聖地」
- 第15話 "Shadows of P'Jem"「恩讐を越えて」
- 第41話 "Cease Fire"「戦場の絆」
- 第65話 "Proving Ground"「アンドリア人の協力」
- 第76話 "Zero Hour" 「最終決戦」
- 第88話 "Babel One"「バベル1号星」
- 第89話 "United"「ロミュランの陰謀」
- 第90話 "The Aenar"「氷窟の民」
- 第98話 "These Are the Voyages..."「最後のフロンティア」